# Guglielmo di Conches
Guglielmo di Conches (Conches, 1080 circa – dopo 1154) è stato un filosofo francese, esponente della Scolastica, noto per aver cercato di espandere i limiti dell'umanesimo cristiano, e quindi i principi che legano l'individualità col Cristianesimo, studiando le opere dei classici latini e greci e appoggiando il principio di scienza empirica. Giovanni di Salisbury, vescovo di Chartres e allievo di Guglielmo, lo definì «il grammatico più dotato dopo Bernardo di Chartres».

## Biografia
Egli nacque a Conches-en-Ouche, in Normandia. La sua attività d'insegnamento andò dal 1120 fino al 1154, anno da cui non si fa più menzione di lui nei documenti. Attorno al 1122 egli divenne tutore e precettore del giovane Enrico II Plantageneto, ma è possibile che abbia insegnato anche a Chartres prima di quell'anno. Giudicate come pericolose le sue idee da parte di un amico, che ne condannava il realismo per come le applicava alla teologia, Guglielmo cominciò gli studi delle filosofie islamiche e della fisica. La data, la causa e il luogo della sua morte non sono note.
Guglielmo pose particolare attenzione alla cosmologia e alla psicologia. Come studente di Bernardo di Chartres, nei suoi scritti emergono i tratti di ciò che oggi definiremmo umanesimo, con un chiaro riferimento al realismo platonico tipico della Scuola di Chartres alla quale apparteneva, unito ad un forte interesse per le scienze naturali. Egli fu il primo di una lunga serie di filosofi cristiani medievali a trarre beneficio dagli studi di fisica e di fisiologia eseguiti nelle regioni occupate dagli Arabi, e le cui traduzioni erano state diffuse in Europa da Costantino l'Africano.
Guglielmo di Saint-Thierry, che aveva incoraggiato Bernardo di Chiaravalle a perseguire Pietro Abelardo, in un'altra lettera a Bernardo attaccò il De philosophia mundi di Guglielmo di Conches per la sua visione modalista della Trinità. Nel suo Dramagticon, in seguito, Guglielmo rivide alcune delle sue posizioni più controverse.
Guglielmo di Conches aveva infatti descritto l'uomo e la creazione secondo i principi della philosophia naturalis, ovvero fisicamente: indirettamente, l'autore negava dunque il valore della Bibbia, annullando ciò che di sacro vi era nella Genesi e nella creazione di Adamo ed Eva, che nella Scolastica indicava una prefigurazione dell'unione di Cristo con la Chiesa. Si traduceva così la teologia in mera fisica, giungendo a conclusioni naturalistiche e panteistiche (l'identificazione dello Spirito Santo come anima del mondo) del tutto inaccettabili per l'epoca.

## Opere
La paternità dei lavori di Guglielmo di Conches è stata ampiamente discussa per tutte le opere che gli sono state attribuite. Sembra possibile che sia l'autore dell'enciclopedico De philosophia mundi (o più semplicemente Philosophia) e del dialogo a essa relativo, il Dragmaticon, oltre a una serie di glosse sul Timeo di Platone, sulla De consolatione philosophiae di Boezio, sulle Institutiones Grammaticae di Prisciano e sui Commentarii in Somnium Scipionis di Macrobio. Probabilmente fu anche autore di un trattato intitolato Magna de naturis philosophia, oggi perduto. Un'opera di etica, la Moralium dogma philosophorum, gli fu attribuita negli anni venti, ma molti storici della filosofia oggi rigettano l'ipotesi.

## IlDe philosophia mundi
Il De philosophia mundi si divide in quattro libri, a coprire una serie di conoscenze di fisica, astronomia, geografia, meteorologia e medicina.
Guglielmo spiega che il mondo è composto di elementi (elementa), che definisce «la più semplice e minima parte di ogni corpo, semplice in qualità e minima in quantità».
Egli li identifica coi quattro elementi fondamentali (fuoco, aria, acqua, terra), ma, seguendo le idee di Costantino l'Africano, non per come esse vengono normalmente percepite - poiché esse in questo modo non sono né semplici né minime, essendo sempre presente per esempio nel terreno qualcosa di caldo, qualcosa di freddo, qualcosa di asciutto e qualcosa di umido allo stesso tempo -, bensì per come vengono afferrate e intese dalla ragione. Gli elementi puri non possono così essere percepiti, ma devono essere capiti attraverso una divisione astratta dei corpi fisici. Ognuno di questi elementi di base ha in sé due caratteristiche: la terra è fredda e asciutta, l'acqua è fredda e umida, l'aria è calda e umida e il fuoco è caldo e asciutto. Gli elementi percepibili, chiamati "elementata", sono composti soprattutto di elementi puri, ma non interamente.
La discussione sulla meteorologia include una descrizione dell'aria, che diventa meno densa e più fredda al salire dell'altitudine, e Guglielmo cerca di spiegare la circolazione dell'aria in connessione con la circolazione degli oceani. La discussione sulla medicina si occupa soprattutto della procreazione e del parto. Questo lavoro influenzò Jean de Meung, autore della seconda parte del Roman de la Rose.

## Edizioni
- De philosophia mundi, pubblicato sotto il nome di Bede in Patrologia Latina, vol. 90, e sotto il nome di Honorius Augustodunensis nel vol. 172.
- Gregor Maurach (a cura di). Philosophia Mundi; Wilhelm von Conches: Ausgabe des 1. Buchs von Wilhelm von Conches Philosophia. Pretoria, University of South Africa, 1974.
- Italo Ronca (a cura di). Guillelmi de Conchis Dragmaticon, Corpus Christianorum Continuatio Mediaevalis 152. Brepols, Turnhout, 1997. ISBN 2-503-04521-9
- Lodi Nauta (a cura di). Guillelmi de Conchis Glosae super Boetium, Corpus Christianorum Continuatio Mediaevalis 158. Brepols, Turnhout, 1999. ISBN 2-503-04581-2
- Édouard Jeauneau (a cura di). Glosae super Platonem. Parigi, Vrin, 1965. ISBN 2-7116-0336-9 (ristampa)
- Marco Albertazzi (a cura di). Philosophia. Lavìs, La Finestra editrice, 2010. ISBN 978-88-95925-13-4.

## Traduzioni
- Philosophia, a cura di Marco Albertazzi, testo latino a fronte, Lavis La Finestra editrice, 2010.
- Platone e Chartres. Il trattato sull'anima del mondo di Guglielmo di Conches, testo latino a fronte, Palermo, Officina di Studi Medievali, 2011.
- I princìpi e le cause. Le 'Glosae super Platonem' di Guglielmo di Conches, Palermo, Officina di Studi Medievali, 2014 (due volumi).